# Ken Fyfe
Pour les articles homonymes, voir Fyfe.
Pas d'image ? Cliquez ici

a Compétitions nationales et continentales officielles uniquement.

b Matchs officiels uniquement.
Kenneth Carmichael Fyfe, ou plus simplement Ken Fyfe, né le 14 avril 1914 à Karachi (Inde) et mort le 29 janvier 1974 à Johannesburg (Transvaal en Afrique du Sud), est un joueur de rugby à XV qui a évolué au poste d'ailier pour l'équipe d'Écosse de 1933 à 1939. Il a également été un joueur de cricket.

## Biographie
Ken Fyfe a eu sa première cape internationale à l'âge de 18 ans le 4 février 1933, à l'occasion d’un match contre l'équipe du pays de Galles. Il inscrit un essai contre la Nouvelle-Zélande le 23 novembre 1935. Ken Fyfe connaît sa dernière cape internationale à l'âge de 24 ans le 25 février 1939, à l'occasion d'un match contre l'équipe d'Irlande. Il a évolué pour le club de Sale.

## Palmarès
- Victoire dans le Tournoi britannique de rugby à XV 1933.

## Statistiques en équipe nationale
- 10 sélections avec l'équipe d'Écosse
- 25 points (3 essais, 5 transformations, 2 pénalités)
- Sélections par année : 2 en 1933, 1 en 1934, 4 en 1935, 2 en 1936, 1 en 1939.
- Tournois britanniques de rugby à XV disputés : 1933, 1934, 1935, 1936, 1939.